# Alfarràs (ort)
Alfarràs är en ort i Spanien.   Den ligger i provinsen Província de Lleida och regionen Katalonien, i den nordöstra delen av landet, 400 km öster om huvudstaden Madrid. Alfarràs ligger 264 meter över havet och antalet invånare är 3 335.
Terrängen runt Alfarràs är platt åt sydväst, men åt nordost är den kuperad. Runt Alfarràs är det ganska tätbefolkat, med 52 invånare per kvadratkilometer. Närmaste större samhälle är Balaguer, 19,0 km öster om Alfarràs. Trakten runt Alfarràs består till största delen av jordbruksmark.